# Норт Пери (Охајо)
Норт Пери (енгл. North Perry) град је у америчкој савезној држави Охајо.

## Демографија
По попису из 2010. године број становника је 893, што је 55 (6,6%) становника више него 2000. године.
| Група             | 2000.       | 2010.       |
| Белци             | 826 (98,6%) | 882 (98,8%) |
| Афроамериканци    | 2 (0,2%)    | 0 (0,0%)    |
| Азијати           | 1 (0,1%)    | 2 (0,2%)    |
| Хиспаноамериканци | 4 (0,5%)    | 5 (0,6%)    |
| Укупно            | 838         | 893         |